# For Bitter or Worse (album)
For Bitter or Worse is het zesde studioalbum van de Nederlandse zangeres Anouk. Het album verscheen op 18 september 2009 via platenmaatschappij EMI.
Als eerste single is in augustus 2009 Three Days in a Row verschenen. Begin juni 2009 was het nummer Today al gedurende een week gratis te downloaden van de website van Anouk.
Anouk werkte bij het schrijven van de nummers voor "For Bitter or Worse" samen met zanger Tjeerd Bomhof van de band Voicst, En Tore Johansson die eerder produceerde voor bands als The Cardigans en Franz Ferdinand.
Op 28 augustus 2009 was het album al kort beschikbaar op internet in de iTunes-store na een administratiefout. De fout werd snel hersteld, waardoor niet veel mensen het album hebben kunnen downloaden. Op torrent-websites en andere illegale downloaddiensten was het album na dit "lek" niet te downloaden.
In het najaar verscheen de tweede single Woman.
De derde single, For Bitter or Worse verscheen aan het begin van 2010.
In mei 2010 verscheen de vierde single, Lovedrunk.

## Tracklist
1. Three Days in a Row (Anouk Teeuwe, Martin Gjerstad, Tore Johansson)
2. In This World (Teeuwe, Solveig Sandnes, Johansson)
3. Woman (Teeuwe, Tjeerd Bomhof)
4. Lay It Down  (Teeuwe, Jens Lindgård)
5. 8 Years (Teeuwe, Gjerstad, Johansson)
6. My Shoes (Teeuwe, Bart Van Veen)
7. Walk to the Bay (Teeuwe, Johansson)
8. Today (Teeuwe, Bomhof)
9. Hold On (Teeuwe, Gjerstad, Johansson)
10. Lovedrunk (Teeuwe, Van Veen, Johansson)
11. Faith in My Moon (Teeuwe, Johansson)
12. For Bitter or Worse (Teeuwe, Aben Eubanks, Gjerstad, Johansson)

## Personeel[3]
Torre Johansson: gitaar en percussie op track 2 t/m 8, 10, 11, 12. Basgitaar op track 3, 5, 6, 9, 12. Mini Moog op track 12. Backing vocals op track 1 t/m 6, 9, 11, 12.
Martin Gjerstad: orgel en strijkarrangementen op track 1, 2, 3, 5, 8, 9, 12. Piano op track 2, 3, 5 t/m 10, 12. Buisklokken op track 1,5, 7, 12. Vibrafoon op track 1, 3, 9. Timpani op track 4, 6, 12. Mini Moog op track 4.
Petter Lindgård: drums en trompet op track 10.
Jens Lindgård: basgitaar op track 1, 2, 4, 6, 8, 9. Trombone op track 10.
Filip Runesson: strijkinstrumenten op track 1, 2, 3, 4, 7, 8, 9, 12.
Stephan Jarl: conga's op track 8, 10, 11.
Trijntje Oosterhuis, Shirma Rouse en Jenny Lane: backing vocals op track 1, 2, 3, 5, 7, 9 t/m 12.
Vilma Johansson en Frida Broby: backing vocals op track 2, 3.
Peter Minorsson & Hendrik Andresson: backing vocals op track 1, 5, 6, 9, 11, 12.

## Tour
Om het album te promoten kondigde Anouk vlak voor releasedatum de For Bitter or Worse tour aan.
| Datum             | Stad      | Land      | Locatie           |
| ----------------- | --------- | --------- | ----------------- |
| Europa            |           |           |                   |
| 17 september 2009 | Amsterdam | Nederland | Paradiso          |
| 27 september 2009 | Brussel   | België    | Ancienne Belgique |
| 12 november 2009  | Rotterdam | Nederland | Ahoy              |
| 16 november 2009  | Rotterdam | Nederland | Ahoy              |
| 23 november 2009  | Antwerpen | België    | Sportpaleis       |
| 2 december 2009   | Rotterdam | Nederland | Ahoy              |
| 4 december 2009   | Rotterdam | Nederland | Ahoy              |

## Hitnotering

### NederlandseAlbum Top 100
| Hitnotering: (Week 1 t/m 48) 26-09-2009 t/m 21-08-2010 Hitnotering: (Week 49 t/m 50) 25-09-2010 t/m 02-10-2010 Hitnotering: (Week 51) 25-05-2013 Hitnotering: (Week 52) 26-10-2013 | Hitnotering: (Week 1 t/m 48) 26-09-2009 t/m 21-08-2010 Hitnotering: (Week 49 t/m 50) 25-09-2010 t/m 02-10-2010 Hitnotering: (Week 51) 25-05-2013 Hitnotering: (Week 52) 26-10-2013 | Hitnotering: (Week 1 t/m 48) 26-09-2009 t/m 21-08-2010 Hitnotering: (Week 49 t/m 50) 25-09-2010 t/m 02-10-2010 Hitnotering: (Week 51) 25-05-2013 Hitnotering: (Week 52) 26-10-2013 | Hitnotering: (Week 1 t/m 48) 26-09-2009 t/m 21-08-2010 Hitnotering: (Week 49 t/m 50) 25-09-2010 t/m 02-10-2010 Hitnotering: (Week 51) 25-05-2013 Hitnotering: (Week 52) 26-10-2013 | Hitnotering: (Week 1 t/m 48) 26-09-2009 t/m 21-08-2010 Hitnotering: (Week 49 t/m 50) 25-09-2010 t/m 02-10-2010 Hitnotering: (Week 51) 25-05-2013 Hitnotering: (Week 52) 26-10-2013 | Hitnotering: (Week 1 t/m 48) 26-09-2009 t/m 21-08-2010 Hitnotering: (Week 49 t/m 50) 25-09-2010 t/m 02-10-2010 Hitnotering: (Week 51) 25-05-2013 Hitnotering: (Week 52) 26-10-2013 | Hitnotering: (Week 1 t/m 48) 26-09-2009 t/m 21-08-2010 Hitnotering: (Week 49 t/m 50) 25-09-2010 t/m 02-10-2010 Hitnotering: (Week 51) 25-05-2013 Hitnotering: (Week 52) 26-10-2013 | Hitnotering: (Week 1 t/m 48) 26-09-2009 t/m 21-08-2010 Hitnotering: (Week 49 t/m 50) 25-09-2010 t/m 02-10-2010 Hitnotering: (Week 51) 25-05-2013 Hitnotering: (Week 52) 26-10-2013 | Hitnotering: (Week 1 t/m 48) 26-09-2009 t/m 21-08-2010 Hitnotering: (Week 49 t/m 50) 25-09-2010 t/m 02-10-2010 Hitnotering: (Week 51) 25-05-2013 Hitnotering: (Week 52) 26-10-2013 | Hitnotering: (Week 1 t/m 48) 26-09-2009 t/m 21-08-2010 Hitnotering: (Week 49 t/m 50) 25-09-2010 t/m 02-10-2010 Hitnotering: (Week 51) 25-05-2013 Hitnotering: (Week 52) 26-10-2013 | Hitnotering: (Week 1 t/m 48) 26-09-2009 t/m 21-08-2010 Hitnotering: (Week 49 t/m 50) 25-09-2010 t/m 02-10-2010 Hitnotering: (Week 51) 25-05-2013 Hitnotering: (Week 52) 26-10-2013 | Hitnotering: (Week 1 t/m 48) 26-09-2009 t/m 21-08-2010 Hitnotering: (Week 49 t/m 50) 25-09-2010 t/m 02-10-2010 Hitnotering: (Week 51) 25-05-2013 Hitnotering: (Week 52) 26-10-2013 | Hitnotering: (Week 1 t/m 48) 26-09-2009 t/m 21-08-2010 Hitnotering: (Week 49 t/m 50) 25-09-2010 t/m 02-10-2010 Hitnotering: (Week 51) 25-05-2013 Hitnotering: (Week 52) 26-10-2013 | Hitnotering: (Week 1 t/m 48) 26-09-2009 t/m 21-08-2010 Hitnotering: (Week 49 t/m 50) 25-09-2010 t/m 02-10-2010 Hitnotering: (Week 51) 25-05-2013 Hitnotering: (Week 52) 26-10-2013 | Hitnotering: (Week 1 t/m 48) 26-09-2009 t/m 21-08-2010 Hitnotering: (Week 49 t/m 50) 25-09-2010 t/m 02-10-2010 Hitnotering: (Week 51) 25-05-2013 Hitnotering: (Week 52) 26-10-2013 | Hitnotering: (Week 1 t/m 48) 26-09-2009 t/m 21-08-2010 Hitnotering: (Week 49 t/m 50) 25-09-2010 t/m 02-10-2010 Hitnotering: (Week 51) 25-05-2013 Hitnotering: (Week 52) 26-10-2013 | Hitnotering: (Week 1 t/m 48) 26-09-2009 t/m 21-08-2010 Hitnotering: (Week 49 t/m 50) 25-09-2010 t/m 02-10-2010 Hitnotering: (Week 51) 25-05-2013 Hitnotering: (Week 52) 26-10-2013 | Hitnotering: (Week 1 t/m 48) 26-09-2009 t/m 21-08-2010 Hitnotering: (Week 49 t/m 50) 25-09-2010 t/m 02-10-2010 Hitnotering: (Week 51) 25-05-2013 Hitnotering: (Week 52) 26-10-2013 | Hitnotering: (Week 1 t/m 48) 26-09-2009 t/m 21-08-2010 Hitnotering: (Week 49 t/m 50) 25-09-2010 t/m 02-10-2010 Hitnotering: (Week 51) 25-05-2013 Hitnotering: (Week 52) 26-10-2013 | Hitnotering: (Week 1 t/m 48) 26-09-2009 t/m 21-08-2010 Hitnotering: (Week 49 t/m 50) 25-09-2010 t/m 02-10-2010 Hitnotering: (Week 51) 25-05-2013 Hitnotering: (Week 52) 26-10-2013 | Hitnotering: (Week 1 t/m 48) 26-09-2009 t/m 21-08-2010 Hitnotering: (Week 49 t/m 50) 25-09-2010 t/m 02-10-2010 Hitnotering: (Week 51) 25-05-2013 Hitnotering: (Week 52) 26-10-2013 |
| Week | 1 | 2 | 3 | 4 | 5 | 6 | 7 | 8 | 9 | 10 | 11 | 12 | 13 | 14 | 15 | 16 | 17 | 18 | 19 | 20 |
| --- | --- | --- | --- | --- | --- | --- | --- | --- | --- | --- | --- | --- | --- | --- | --- | --- | --- | --- | --- | --- |
| Nummer | 1 | 1 | 1 | 1 | 4 | 3 | 3 | 6 | 7 | 7 | 7 | 3 | 9 | 7 | 7 | 10 | 5 | 7 | 8 | 11 |
| Week | 21 | 22 | 23 | 24 | 25 | 26 | 27 | 28 | 29 | 30 | 31 | 32 | 33 | 34 | 35 | 36 | 37 | 38 | 39 | 40 |
| Nummer | 8 | 8 | 12 | 8 | 16 | 12 | 8 | 13 | 13 | 9 | 6 | 10 | 12 | 12 | 14 | 21 | 24 | 18 | 15 | 12 |
| Week | 41 | 42 | 43 | 44 | 45 | 46 | 47 | 48 | | 49 | 50 | | 51 | | 52 | | | | | |
| Nummer | 14 | 12 | 13 | 14 | 95 | 93 | 52 | 85 | uit | 65 | 89 | uit | 65 | uit | 91 | uit | | | | |